# Candida diddensiae
Candida diddensiae är en svampart som först beskrevs av Phaff, Mrak & O.B. Williams, och fick sitt nu gällande namn av Fell & S.A. Mey. 1967. Candida diddensiae ingår i släktet Candida, ordningen Saccharomycetales, klassen Saccharomycetes, divisionen sporsäcksvampar och riket svampar.   Inga underarter finns listade i Catalogue of Life.